# Chrysotus proximus
Chrysotus proximus är en tvåvingeart som beskrevs av Aldrich 1896. Chrysotus proximus ingår i släktet Chrysotus och familjen styltflugor. Inga underarter finns listade i Catalogue of Life.